# شیلا کلی (بازیگر اهل آمریکا)
شیلا کلی (انگلیسی: Sheila Kelley؛ زادهٔ ۹ اکتبر ۱۹۶۱) یک هنرپیشه اهل ایالات متحده آمریکا است. وی از سال ۱۹۸۷ میلادی تاکنون مشغول فعالیت بوده‌است.

## گزیده فیلمشناسی
از فیلم‌ها یا برنامه‌های تلویزیونی که وی در آن نقش داشته‌است می‌توان به آثار زیر اشاره کرد.
- بعضی دخترها (۱۹۸۸)
- جایی که قلب آنجاست (۱۹۹۰)
- ظرف صابون (فیلم) (۱۹۹۱)
- پشن فیش (۱۹۹۲)
- مجردها (فیلم ۱۹۹۲) (۱۹۹۲)
- پس من با یک قاتل تبربه‌دست ازدواج کردم (۱۹۹۳)
- یک روز خوب (فیلم) (۱۹۹۶)
- پرستار بتی (۲۰۰۰)
- رقص در بلو ایگوانا (۲۰۰۰)
- مردان چوب‌کبریتی (۲۰۰۳)
- میهمان (فیلم ۲۰۱۴) (۲۰۱۴)
- آخرین تعطیلات آخر هفته (۲۰۱۴)
- بخش فوریت‌های پزشکی (مجموعه تلویزیونی) (۱۹۹۸–۱۹۹۹)
- سوپرانوز (۲۰۰۶)
- لاست (۲۰۱۰)
- بلادورث (۲۰۱۰)
- هاوایی فایو-زیرو (۲۰۱۰)
- دختر سخن‌چین (۲۰۱۱–۲۰۱۲)
- ان‌سی‌آی‌اس (۲۰۱۲)